# POSCO

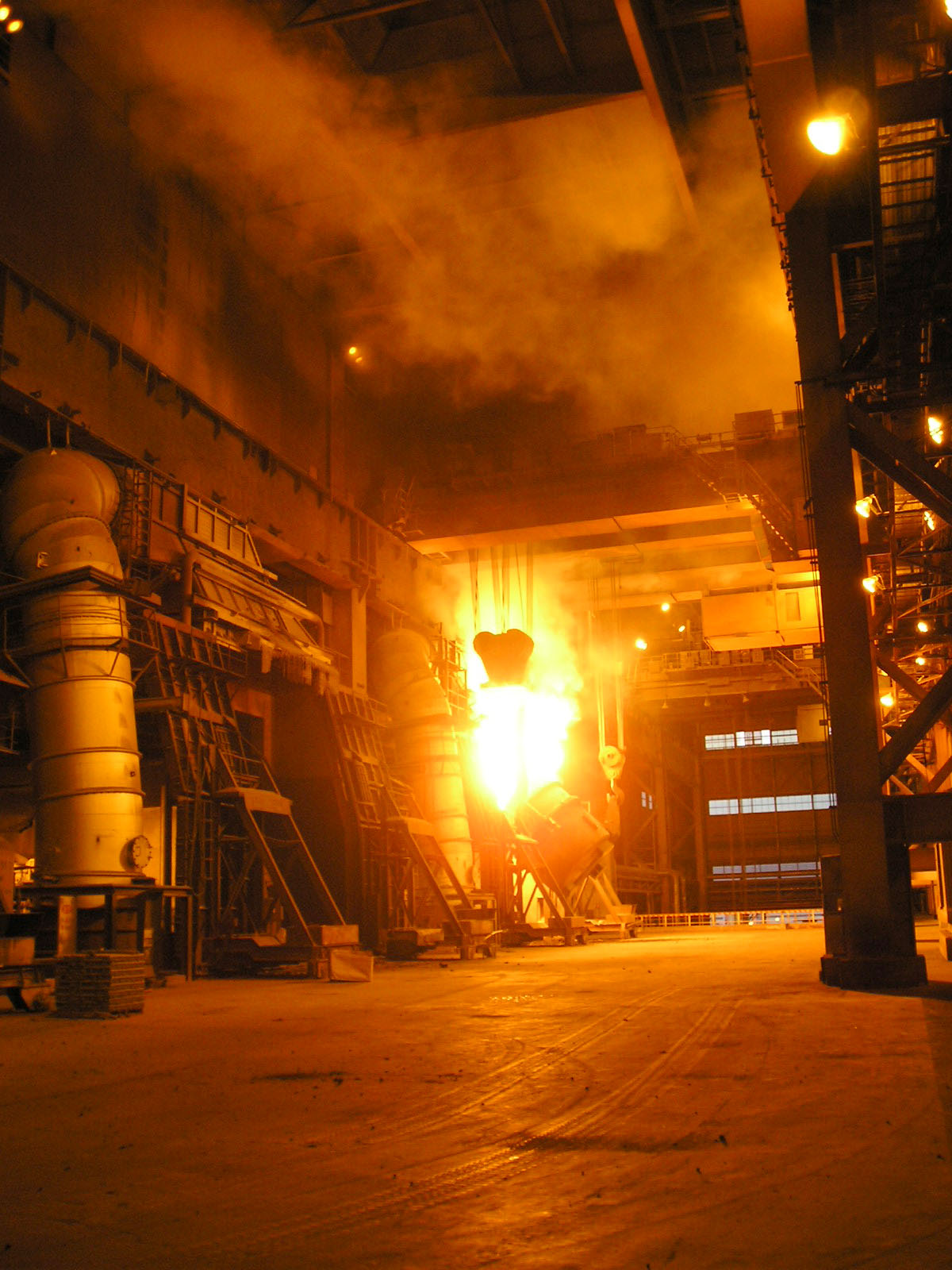
POSCO's Gwangyang-staalfabriek

POSCO is een Zuid-Koreaans staalbedrijf. Bij de oprichting in 1968 heette het Pohang Iron and Steel Company tot in 2002 de naam werd gewijzigd in POSCO Company. Het bedrijf stond in 2021 op de zesde plaats van de grootste staalbedrijven ter wereld met een staalproductie van 43 miljoen ton.

## Geschiedenis
In de jaren 1960 besloot Zuid-Korea dat een eigen staalindustrie noodzakelijk was om het land economisch te ontwikkelen. President Park Chung-hee stelde een militair aan om deze taak te volbrengen. Park Tae-joon had in Japan een technische opleiding genoten aan de Waseda-universiteit en was bij het leger gekomen. In november 1967 werd hij aangesteld om de Koreaanse staalfabriek op te richten. Eerdere pogingen hiertoe waren mislukt, redenen hiervoor waren de kleine Koreaanse staalmarkt, het ontbreken van technische kennis en een tekort aan vakbekwaam personeel om staal te maken. In 1968 ging het staalbedrijf Pohang Iron and Steel Company van start met 39 werknemers. 
Volgend op een akkoord in 1965 financierde Japan de bouw van de eerste staalfabriek in Pohang. Park Tae-joon had in Japan nog oude studievrienden die hem in contact brachten met Yawata Steel en Fuji Steel, deze fuseerden korte tijd later tot Nippon Steel die technische ondersteuning verleende. De fabriek werd opgestart in 1972 en produceerde in het eerste jaar 1 miljoen ton staal voor de thuismarkt. In 1983 kwam de fabriek gereed en had een capaciteit van 9 miljoen ton staal per jaar. Die werden onder de internationale prijs verkocht om de Zuid-Koreaanse bedrijven meer concurrentiekracht te geven. POSCO leverde staal aan de nationale auto-industrie, de scheepsbouw en de elektronicasector.
POSCO groeide enorm en tegen het einde van de jaren 1980 was het de op vier na grootste staalproducent ter wereld. De jaarproductie bereikte toen 12 miljoen ton. In 1985 werd begonnen met de bouw van een tweede en nog grotere geïntegreerde staalfabriek in Gwangyang. Zeven jaar later in 1992 kwam deze in productie. De capaciteit van dit staalcomplex was bij de oplevering 20,8 miljoen ton staal per jaar. In 1999 was de capaciteit verhoogd naar 28 miljoen ton na de ingebruikname van de vijfde hoogoven.
In 1993 trad stichter Park Tae-Joon af na 25 jaar als directeur. Onder de nieuwe leiding begon POSCO verder te decentraliseren en te diversificeren. De organisatiestructuur werd ook gemoderniseerd. In juli 1994 werden twee dochterondernemingen opgericht. POSTEEL voor de verkoop en de dienstverlening op de thuismarkt en POSTRADE voor de internationale verkoopactiviteiten.
POSCO werd ook internationaal actiever en bouwde staalverwerkingsinstallaties en distributiecentra in de Volksrepubliek China, India, Mexico en Vietnam.
In juli 2015 besloot POSCO niet verder te gaan met een grote investering in India. Het project met een waarde van 12 miljard dollar gaat niet door na protesten van boeren en de weigering van de regering om vergunningen voor ijzerertsmijnen af te geven. POSCO kwam met de plannen voor een staalbedrijf in India’s deelstaat Odisha in 2005.
In september 2015 verkocht het bedrijf een minderheidsbelang van 38% in POSCO E&C aan Public Investment Fund, een sovereign wealth fund van Saoedi Arabië voor US$ 1,05 miljard. POSCO E&C krijgt hiermee een betere positie om mee te dingen aan orders voor infrastructurele werken in het land.
In december 2021 maakte POSCO bekend zo'n US$ 830 miljoen te gaan investeren in de productie van lithium bij het Argentijnse zoutmeer Salar del Hombre Muerto. De fabriek krijgt een capaciteit van 25.000 ton lithiumhydroxide per jaar, genoeg om accu's voor 600.000 elektrische voertuigen te maken. In 2024 komt de fabriek in productie en deze investering past in de diversificatieplannen van het staalbedrijf.

## Activiteiten
POSCO is de grootst geïntegreerde fabrikant van roestvast staal en staal en de op vijf na grootste ter wereld. In 2021 was de productie 43,0 miljoen ton. De twee grote vestigingen staan in Pohang en Gwangyang. Op 31 december 2021 was de totale productiecapaciteit zo'n 45,3 miljoen ton, waarvan 4,6 miljoen ton buiten Korea. De vestiging in Indonesië is met een capaciteit van 3 miljoen ton staal per jaar de grootste buitenlandse activiteit. De dochteronderneming POSCO E&C is grote aannemer die zich richt op industriële en infrastructurele werken.
In de thuismarkt Korea werd bijna 40% van de omzet gerealiseerd in 2021. De belangrijkste buitenlandse markten waren de Volksrepubliek China, ongeveer een derde van de totale omzet, gevolgd door Japan met een omzetaandeel van ongeveer 10%. Het marktaandeel in Zuid-Korea was 60% in 2021.

## Beursgang
In 1997 werd besloten tot de privatisering van het staatsbedrijf. Men besloot daarna om alle aandelen in handen van de overheid te houden als investering. Toen een economische crisis uitbrak besloot men om toch maar alles te verkopen. Tegen 1998 bezat de overheid nog minder dan een vijfde van de aandelen en was de helft van het bedrijf in buitenlandse handen. De volledige privatisering van POSCO werd in 2000 afgerond.
In 2021 waren de drie grote aandeelhouders het Koreaanse National Pension Service met een belang van 9,3%, de staat Singapore (4,4%) en Nippon Steel met 3,3%.